# Nick Theodore

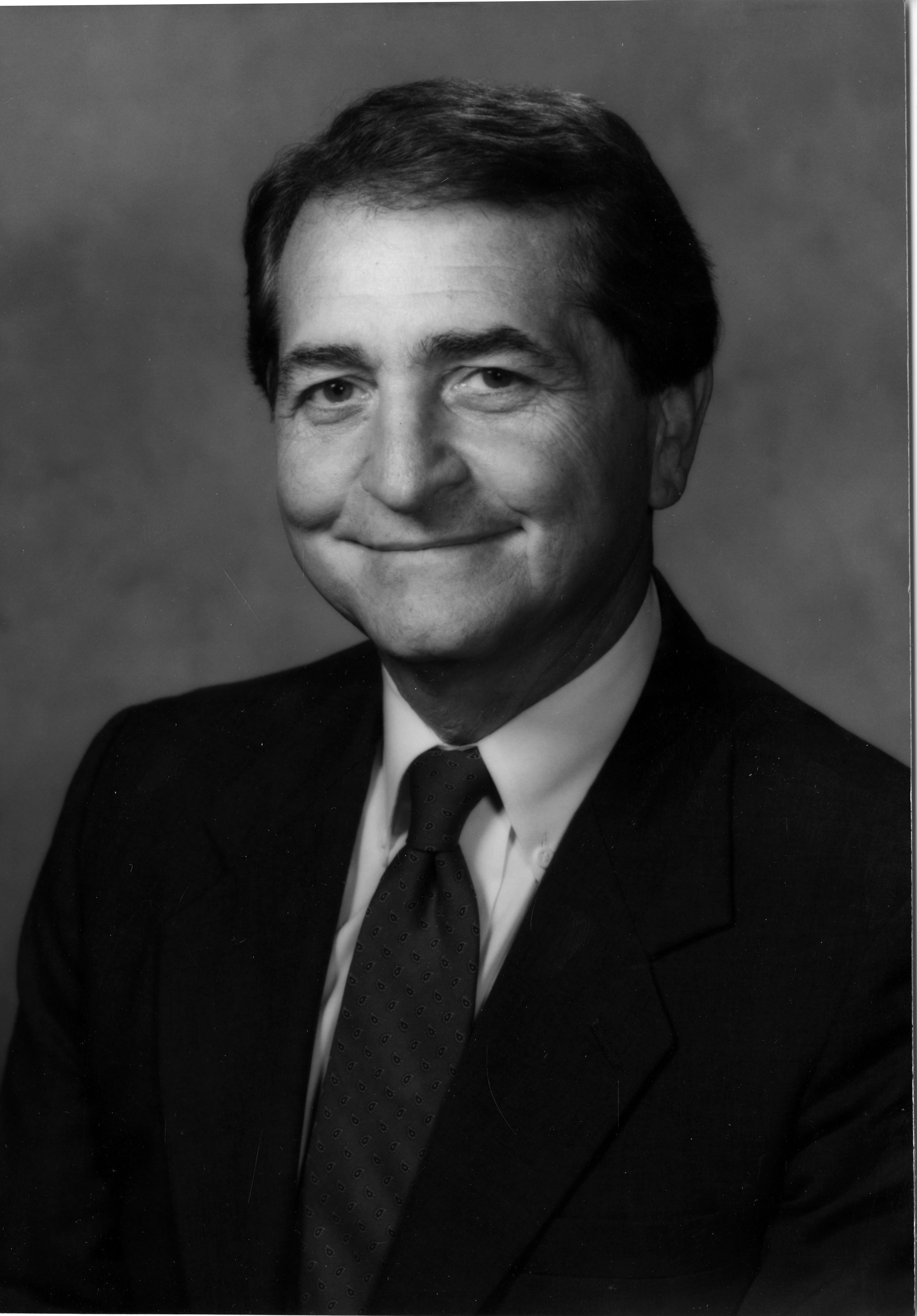
Nick Theodore

Nick Andrew Theodore (* 16. September 1928 in Greenville, South Carolina) ist ein ehemaliger US-amerikanischer Politiker. Zwischen 1987 und 1995 war er Vizegouverneur des Bundesstaates South Carolina.

## Werdegang
Nick Theodore studierte zunächst an der University of Georgia in Athens und dann bis 1952 an der Furman University in Greenville. Er arbeitete hauptberuflich als privater Geschäftsmann. Gleichzeitig schlug er als Mitglied der Demokratischen Partei eine politische Laufbahn ein. Zwischen 1963 und 1966 sowie nochmals von 1970 bis 1978 saß er als Abgeordneter im Repräsentantenhaus von South Carolina; in den Jahren 1967 und 1968 sowie von 1981 bis 1986 gehörte er dem Staatssenat an. 1978 kandidierte er erfolglos für das Repräsentantenhaus der Vereinigten Staaten.
1986 wurde Theodore zum Vizegouverneur von South Carolina gewählt. Dieses Amt bekleidete er nach einer Wiederwahl zwischen 1987 und 1995. Dabei war er Stellvertreter des republikanischen Gouverneurs Carroll A. Campbell und Vorsitzender des Staatssenats. 1994 bewarb er sich erfolglos um den Posten des Gouverneurs. Vier Jahre später versuchte er erfolglos, sein altes Amt als Vizegouverneur zurückzugewinnen. Zwischen 2002 und 2004 gehörte Theodore der South Carolina Public Service Commission an.